# Aklavik
Aklavik je osada ležící v regionu Inuvik v kanadských Severozápadních teritoriích. Do roku 1961 sloužila jako regionální správní centrum pro územní samosprávu. Následně bylo přesunuto do nového města Inuvik, které se nachází zhruba sto kilometrů východně. Zpočátku jej měl Inuvik zcela nahradit, ale mnoho obyvatel zde zůstalo a Aklavik nezanikl. Roku 2011 zde žilo 633 lidí, ale ještě v padesátých letech předchozího století jich bylo o tisíc víc.